# Ley bala en México

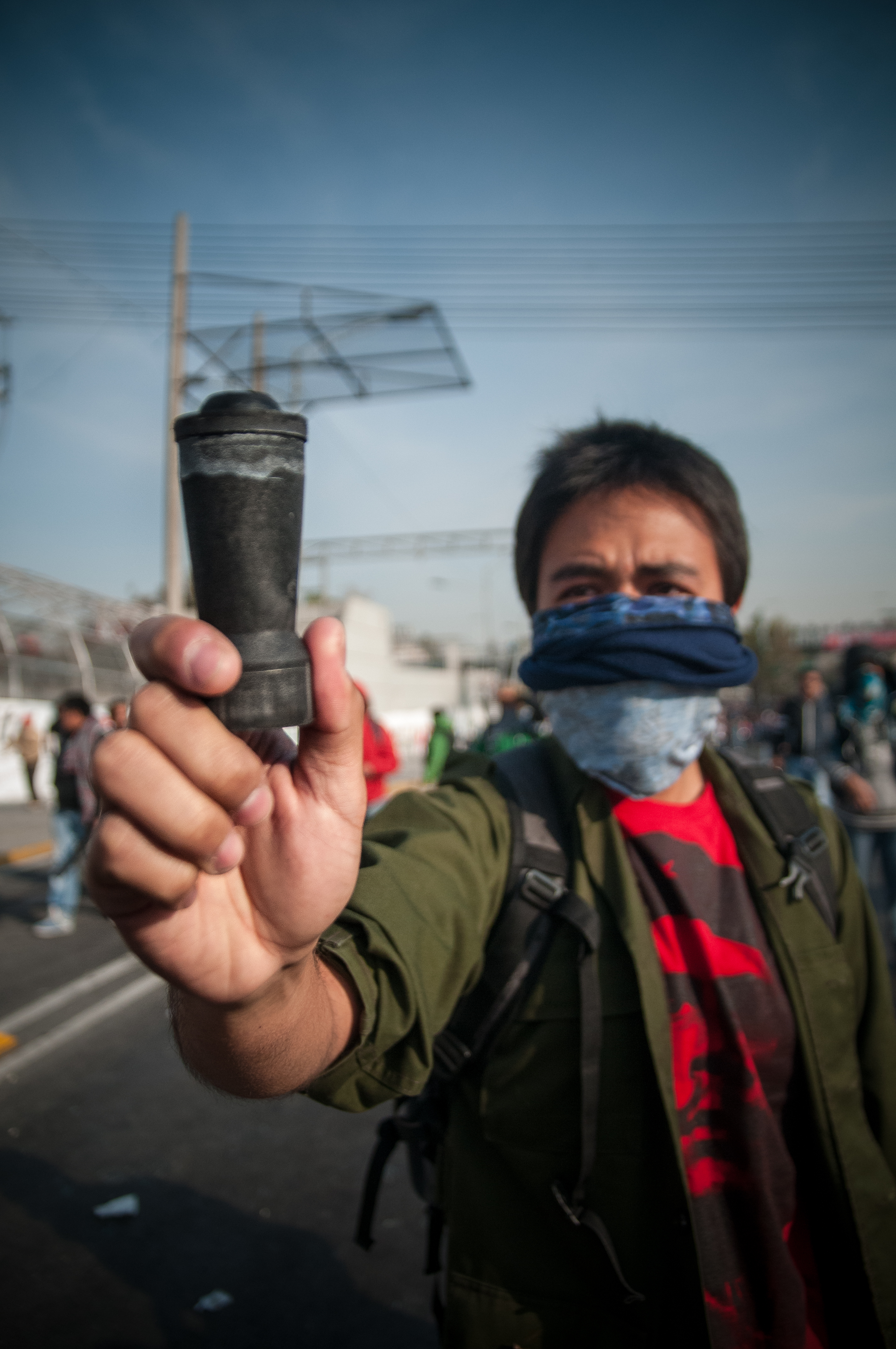
Manifestante mexicano sostiene una bala de goma empleada durante los disturbios del 1 de diciembre de 2012 en la Ciudad de México. Las "leyes bala" facultan a los cuerpos policiacos de los estados del país a utilizar este tipo de armas no letales en el control de protestas.

El término "ley bala" se refiere a los proyectos legislativos en México que tienen como fin la regulación de la fuerza pública de los cuerpos policiacos, incluido el uso de balas de goma o gas lacrimógeno por parte de policías antidisturbios en el control de detenidos o manifestaciones.
El nombre es usado por periodistas debido a la ambigüedad que organizaciones de derechos humanos y ciudadanos han detectado en estas disposiciones regulatorias que pudieran propiciar abusos específicamente en el uso de lo que denominan "armas incapacitantes no letales" como las balas de goma —de donde proviene el término— equipo policiaco antidisturbios como escudos y toletes, escopetas adaptadas para el lanzamiento de gas lacrimógeno, gas pimienta y armas de electrochoque, entre otras, y aplicarla en contra de activistas que utilizan la manifestación pública como recurso político de protesta.
En el caso de la contención de protestas que derivan en hechos de violencia, la Comisión Nacional de los Derechos Humanos (CNDH) del país señaló que si bien existen este tipo de disposiciones jurídicas que buscan la regulación del uso de la fuerza pública, 

...se observa la ausencia en el país de un protocolo sobre uso de la fuerza pública apegado a los estándares internacionales de derechos humanos que sea aplicado por todos los cuerpos de seguridad,  la escasa eficacia en la capacitación de las fuerzas de seguridad pública en derechos humanos y la impunidad que ha prevalecido en algunos hechos han permitido que se sigan presentando casos de uso desproporcionado de la fuerza con el fin de reprimir actos de protesta social.
Comisión Nacional de los Derechos Humanos México. RECOMENDACIÓN NÚM. 2 VG/2014. México, 11 de septiembre de 2014.

## Chiapas
El 4 de junio de 2014 el Congreso del Estado Libre y Soberano de Chiapas aprobó el Código que establece el Uso Legítimo de la Fuerza por las Instituciones de la Seguridad Pública del Estado de Chiapas. Por su contenido fue denominado Ley Bala chiapaneca o Ley Garrote y repudiado por organismos defensores de derechos humanos por atentar, en su consideración, contra el derecho a la protesta. 
Según la valoración del Frente por la Libertad de Expresión y la Protesta Social en México (FLEPSM) el código era vago en los criterios de la determinación de una marcha pacífica o violenta, así como la autorización de disolver de forma general una protesta con el uso de la fuerza pública en caso de ocurrir hechos de violencia, en lugar de resolver situaciones específicas de manifestantes violentos y permitir la continuación de protestas pacíficas, garantizadas constitucionalmente. Los legisladores impulsores de la disposición argumentaron que el código fue revisado previamente por la Cruz Roja Internacional y la CNDH.  El código fue abrogado por la legislatura chiapaneca debido a la presión social el 12 de agosto del mismo año.

## Puebla
El 19 de mayo de 2014 el Honorable Congreso Constitucional del Estado Libre y Soberano de Puebla promulgó la Ley para Proteger los Derechos Humanos y que Regula el Uso Legítimo de la Fuerza por Parte de los Elementos de las Instituciones Policiales del Estado, propuesta por el gobernador Rafael Moreno Valle Rosas. Nombrada como Ley bala, la oposición a su aplicación inició luego de su aprobación. Según el entonces secretario de gobierno de Puebla, Luis Maldonado Venegas, la ley atendía a protocolos internacionales detallados, y la oposición a la norma estaba basado en interpretaciones confusas. El 22 de mayo fue eliminado de la ley el artículo que indicaba el uso de armas letales en manifestaciones públicas.
La oposición de algunas organizaciones de derechos humanos y ciudadanos se incrementó luego de los hechos del Caso Chalchihuapan. En estos sucesos, ocurridos en el Puente de San Bernardino Chalchihuapan cuando se enfrentaron manifestantes y policías, murió el niño José Luis Alberto Tehuatlie Tamayo el 9 de julio del mismo año. Derivado de estos hechos la inconformidad contra esta ley creció mediante manifestaciones pidiendo su abrogación la oposición de algunos legisladores así como el uso de amparos en contra de su aplicación.
Por estas acciones el gobernador Moreno Valle Rosas envió el 21 de julio una propuesta de abrogación de ley al congreso del estado, argumentando que a pesar de ser una medida apegada a lo jurídico y a protocolos internacionales, la ley fue estigmatizada.
Según el FLEPSM esta ley es riesgosa por la ambigüedad en los criterios que los mandos policiacos pueden usar para determinar el uso de fuerza pública. La organización Artículo 19 opinó que la ley "atenta contra la protesta social y viola los derechos humanos". El gobierno del estado respondió a las críticas afirmando que la CNDH revisó y dio su visto bueno a la medida. El 4 de mayo de 2015 la esposa del gobernador, Martha Erika Alonso, fue increpada en Nueva York por manifestantes opositores a la medida.
A pesar de la propuesta de abrogación enviada en agosto de 2015 la ley no fue suspendida ese año. El 17 de septiembre de 2018, los diputados locales aprobaron la abrogación de la ley, promovida por la mayoría de Morena en el congreso.

## Estado de México
El 17 de marzo de  2016 fue aprobada por la asamblea del Estado de México la Ley que Regula el Uso de la Fuerza Pública conocida como Ley Atenco en donde regula el uso de la fuerza pública y las armas, incluyendo letales, para el control de la seguridad pública.